# زندگی‌ات را عوض کن (ترانه ایگی آزیلیا)
«زندگی‌ات را عوض کن» (به انگلیسی: Change Your Life) ترانه‌ای رپر استرالیایی ایگی آزیلیا به‌همراه رپر آمریکایی تی.آی. از نخستین آلبوم استودیویی وی تحت عنوان کلاسیک جدید (۲۰۱۴) می‌باشد.